# Julodis klapperichi
Julodis klapperichi es una especie de escarabajo del género Julodis, familia Buprestidae. Fue descrita científicamente por Cobos en 1966.